# Mezőtúr
Mezőtúr (deutsch: Thur) ist die Kreisstadt des Kreises Mezőtúr innerhalb des Komitats Jász-Nagykun-Szolnok in Ostungarn. Im Jahr 2011 lebten 17.620 Einwohner auf einer Fläche von 289,72 km². Durch die Stadt führt die Hauptstraße 46.

## Lage

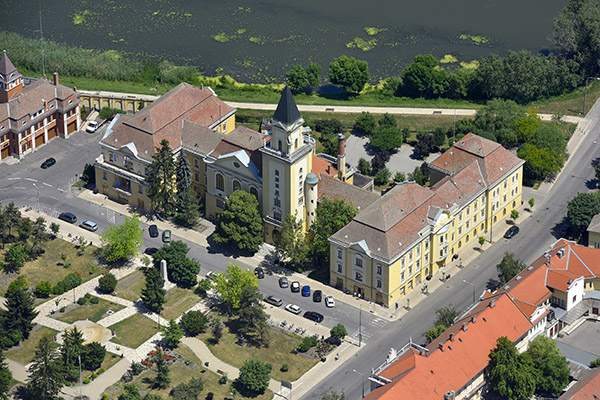
Das Rathaus von Mezőtúr

Mezőtúr liegt in der Großen Ungarischen Tiefebene östlich der Theiß an deren Nebenarm Hortobágy-Berettyó. Der Bahnhof liegt an der Bahnstrecke Szajol–Arad, nördlich der Stadt zweigt die Bahnstrecke nach Mezőhegyes ab. Von 1885 bis 1975 wurde auch eine Bahnstrecke nach Túrkeve betrieben.

### Ethnien
Die Bevölkerung von Mezőtúr laut Volkszählung 2001:
- Magyaren (98 %)
- Roma (2 %)

## Partnerstädte
- Valea Crișului,  Rumänien
- Novi Bečej,  Serbien
- Weida,  Deutschland
- Canelli,  Italien
- Nancy,  Frankreich
- Arcuș,  Rumänien

## Persönlichkeiten
- Sándor Tótka (* 1994), Kanute